# 熊澤酒造
熊澤酒造株式会社（くまざわしゅぞう）は、神奈川県茅ヶ崎市にある蔵元である。1872年に創業し、2016年時点で湘南ではただ1つの蔵元である。日本酒のほか、1996年からクラフトビールとして「湘南ビール」も醸造している。社是は「よっぱらいは日本を豊かにする。」

## 代表銘柄
- 天青
- 熊澤
- 曙光

## 店舗
酒造業の他、レストランなど外食事業、ビール酵母を利用した菓子やパンの製造販売を行っている。
- 蔵元料理 天青
- MOKICHI TRATTORIA
- mokichi wurst cafe
- MOKICHI Baker & Sweets
- okeba gallery & shop
- mokichi green market
- MOKICHI FOODS GARDEN
- MOKICHI CRAFTBEER

## 清酒以外の製品の製造
1990年代、時間をかけた高品質の酒の生産に重点を置くことにした際、その間の売り上げを確保するため、3ヶ月ほどで出荷できる地ビール製造を始めた。出荷できないビールを活用してパン製造を始め、パンを食べられるカフェを開設した。